# یواس‌اس پاکوتاگلیگو (آی‌ایکس-۸۶)
یواس‌اس پاکوتاگلیگو (آی‌ایکس-۸۶) (به انگلیسی: USS Pocotagligo (IX-86)) یک کشتی بود که طول آن ۹۶ فوت (۲۹ متر) بود. این کشتی در سال ۱۹۲۶ ساخته شد.